# Биобио (река)
Биобио (шп. Río Biobío) је река у Чилеу. Дуга је 380 km. Површина слива ове реке износи око 24.262 km², са средњим протоком од 899 m³/s на ушћу.